# Kieskompas

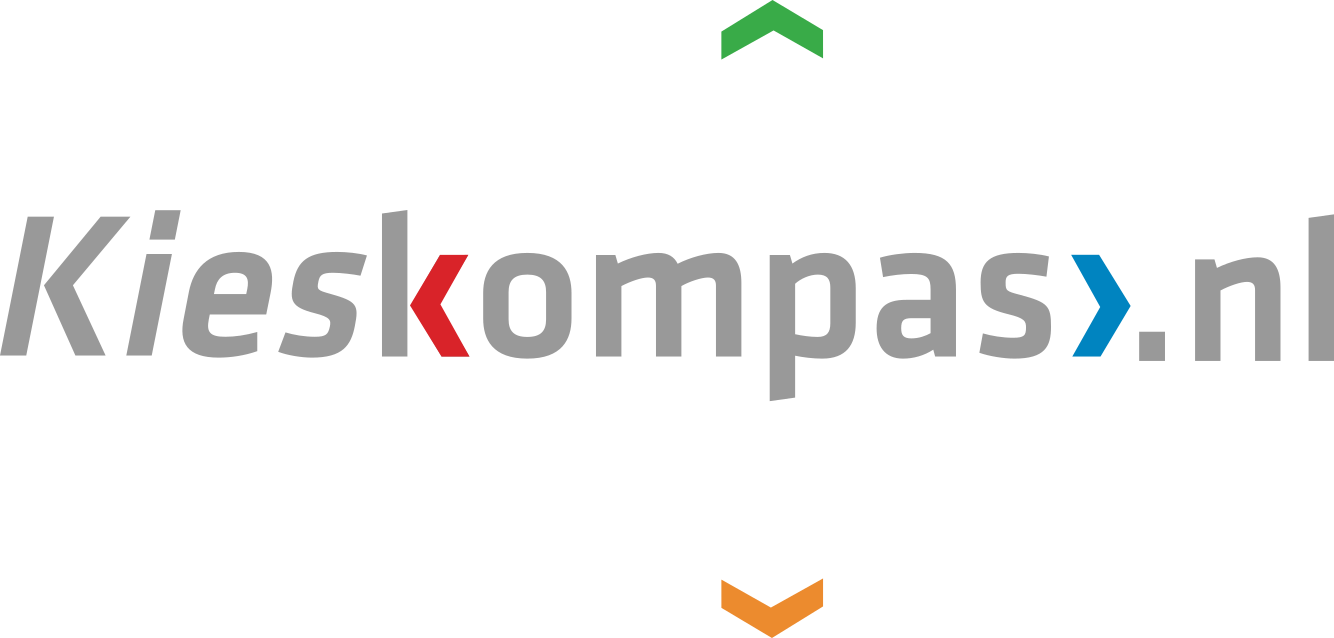
Kieskompas-beeldmerk

Het Kieskompas is een website waarop potentiële kiezers kunnen achterhalen welke partij het dichtst bij ze staat, ook wel een kieswijzer genoemd.

## Geschiedenis
De website werd in oktober 2006 door het dagblad Trouw ontwikkeld in samenwerking met de Vrije Universiteit Amsterdam. Sinds 23 oktober 2007 is het een onderneming, met de Vrije Universiteit als een van de aandeelhouders.
Sinds de start is Kieskompas actief (geweest) in 23 landen, inclusief Nederland (tot en met 2017). In sommige landen, met een andere regeringsvorm of kiesstelsel dan het Nederlandse, worden de partijen vervangen door kandidaten of 'personas' (typeringen van de persoon en diens waardestelsel).

## Beschrijving
Het Kieskompas geeft geen stemadvies maar stelt bezoekers in staat hun positie in het politieke landschap te bepalen. De gebruiker krijgt ca. 30 stellingen voorgelegd, verdeeld over ca. 10 thema's. De uitslag verschijnt in een tweedimensionaal assenstelsel (of spectrum) als potloodpunt, tussen de verschillende politieke partijen of personen. Bezoekers kunnen hun politieke voorkeur uitdiepen door het aan- dan wel uitvinken van bepaalde thema's. Hierdoor wordt het mogelijk de politieke positie van de gebruiker per thema te vergelijken met die van de verschillende partijen of personen.

## Verschillen met StemWijzer
Gebruikers kunnen op een stelling van StemWijzer met 'eens', 'oneens' of 'geen van beide' antwoorden. Het Kieskompas daarentegen maakt gebruik van een likertschaal van vijf punten, van 'helemaal mee eens' naar 'helemaal niet mee eens'.
Bij de Stemwijzer geven de politieke partijen zelf aan hoe ze tegenover een bepaalde stelling staan en kunnen ze hierbij ook een toelichting geven. Bij het Kieskompas worden de posities van partijen getoetst aan het verkiezingsprogramma.
De belangrijkste overeenkomst met StemWijzer is dat beide internettools geen stemadvies geven, maar inzicht in de positie van de gebruiker in vergelijking met de partijen of personen van de desbetreffende verkiezing.

## Kritiek
Veelgehoorde kritiek op kieskompas gaat over de suggestieve en sturende vraagstelling en volgorde van vragen. Bijvoorbeeld de vraag voor de Europese parlementsverkiezingen in 2024 “Lidmaatschap van de Europese Unie is tot nu toe voornamelijk slecht geweest voor Nederland" is een geladen en suggestieve vraag. Het impliceert een negatieve houding ten opzichte van het EU-lidmaatschap en kan respondenten beïnvloeden om het hiermee eens te zijn. De vraag kan polariserend werken en respondenten dwingen tot een "ja/nee"-antwoord, terwijl de werkelijkheid genuanceerder is.